# Roller Hockey Africa Club Championship 2008
Il Roller Hockey Africa Club Championship 2008 è stata la 2ª edizione del Roller Hockey Africa Club Championship di hockey su pista.

La manifestazione è stata organizzata dall'African Confederation of Roller Sports.

Il trofeo è stato conquistato dalla Juventude de Viana per la 1ª volta nella sua storia.

## Squadre partecipanti
| Club               | Nazione   | Città        | Qualificazione |
| ------------------ | --------- | ------------ | -------------- |
| ACPP Pretoria      | Sudafrica | Pretoria     |                |
| Atlético Petróleos | Angola    | Luanda       |                |
| Clube Ferroviário  | Mozambico | Maputo       |                |
| Juventude de Viana | Angola    | Luanda       |                |
| Maputo             | Mozambico | Maputo       |                |
| União Joanesboug   | Sudafrica | Johannesburg |                |

## Risultati
| Data      | Incontri                                  | Risultati |
| --------- | ----------------------------------------- | --------- |
| 10-7-2008 | Pretoria - Juventude Viana                | 4 - 10    |
| 10-7-2008 | Uniao Joanesbourg - Ferroviario Maputo    | 2 - 9     |
| 10-7-2008 | Petro Atletico - Desportivo de Maputo     | 4 - 3     |
| 11-7-2008 | Desportivo de Maputo - Pretoria           | 3 - 2     |
| 11-7-2008 | Petro Atletico - Uniao Joanesbourg        | 24 - 0    |
| 11-7-2008 | Juventude Viana - Ferroviario Maputo      | 5 - 0     |
| 11-7-2008 | Pretoria - Petro Atletico                 | 2 - 11    |
| 11-7-2008 | Ferroviario Maputo - Desportivo de Maputo | 2 - 7     |
| 11-7-2008 | Juventude Viana - Uniao Joanesbourg       | 41 - 2    |
| 12-7-2008 | Pretoria - Uniao Joanesbourg              | 21 - 3    |
| 12-7-2008 | Juventude Viana - Desportivo de Maputo    | 3 - 0     |
| 12-7-2008 | Petro Atletico - Ferroviario Maputo       | 4 - 1     |
| 13-7-2008 | Desportivo de Maputo - Uniao Joanesbourg  | 12 - 2    |
| 13-7-2008 | Ferroviario Maputo - Pretoria             | 2 - 2     |
| 13-7-2008 | Juventude Viana - Petro Atletico          | 3 - 3     |

|  | Squadra            | PT | G | V | N | P | RFT | RST | diff. |
|  | ------------------ | -- | - | - | - | - | --- | --- | ----- |
|  | Juventude de Viana | 8  | 5 | 4 | 1 | 0 | 62  | 9   | +53   |
|  | Atlético Petróleos | 8  | 5 | 4 | 1 | 0 | 46  | 9   | +37   |
|  | Maputo             | 6  | 5 | 3 | 0 | 2 | 25  | 13  | +12   |
|  | ACPP Pretoria      | 3  | 5 | 1 | 1 | 3 | 31  | 29  | +2    |
|  | Clube Ferroviário  | 3  | 5 | 1 | 1 | 3 | 14  | 20  | -6    |
|  | União Joanesboug   | 0  | 5 | 0 | 0 | 5 | 9   | 107 | -98   |

## Campioni
| Vincitore del Roller Hockey Africa Club Championship 2008 |
| --------------------------------------------------------- |
| Juventude de Viana 1º titolo                              |